# تیم ملی بسکتبال زنان سوئیس
تیم ملی بسکتبال زنان سوئیس، نماینده سوئیس در مسابقات بین‌المللی بسکتبال زنان است.